# Night and the Doctor
Night and the Doctor é uma série de cinco mini-episódios extras da série de ficção científica britânica Doctor Who que foram escritos por Steven Moffat. Eles foram lançados como bônus nos conjuntos de DVD e Blu-ray da sexta temporada em novembro de 2011. Os quatro primeiros são narrativamente ligados, centrados na questão "O que o Doutor faz à noite quando seus companheiros estão dormindo?" e acontecem na sala de console da TARDIS. O quinto precede os eventos do episódio "Closing Time", possivelmente uma prequência ou cena deletada, embora isso permaneça não confirmado pela BBC. Nenhum elenco ou equipe foi creditado por nenhum dos cinco episódios, exceto os roteiros de Moffat.

## Episódios

### "Bad Night"
Quando Amy Pond (Karen Gillan) atende o telefone da TARDIS no meio da noite, ela descobre que o Doutor tem uma vida social e aventureira muito ativa enquanto seus companheiros dormem. O Doutor (Matt Smith) então entra na TARDIS carregando um peixinho dourado, que ele afirma ser na verdade uma rainha britânica. Amy tenta juntar as peças de como o destino da Comunidade das Nações poderia ser afetado pelo Doutor, uma River Song não vista, um Príncipe de Gales sem nome e o peixinho dourado. Ela quer ter uma conversa séria com o Doutor sobre seu sono inquietante, mas ele chama seu marido Rory (Arthur Darvill) para lidar com suas emoções quando ele percebe que pegou o peixinho dourado errado.

### "Good Night"
O Doutor retorna de outra noite fora com River Song. Amy, que esta sentada de camisola na escada, o pega e o convence a contar o que ele faz quando está fora, então conta que está tendo dificuldade para dormir ultimamente porque sua vida não faz sentido. Devido aos eventos de "The Big Bang", ela consegue se lembrar de duas versões de sua vida, uma sem os pais e outra com eles. O Doutor a conforta e a lembra do momento mais triste de sua vida, que fem uma feira quando ela deixou cair um sorvete. Enquanto relembra o evento, Amy de repente se lembra de uma mulher de cabelos ruivos, vestida de camisola, que lhe deu um novo. Quando ela termina a anedota, o Doutor está perto da porta, pronto para ir com ela à feira.

### "First Night"
River Song (Alex Kingston) está encarcerada em sua cela na primeira noite após aparentemente matar o Doutor ("The Wedding of River Song") quando ouve a TARDIS. O Doutor a busca e diz que levará para Calderon Beta, onde pretende mostrá-la o céu mais estrelado de toda a história do universo. Ele também diz que ela poderá facilmente escapar da prisão sempre que desejar e explica que o diário que ele lhe deu em "Let's Kill Hitler" é para ajudar a manter o controle de seus encontros. O Doutor ainda mostra a ela um vestido que escolheu, mas diz que há mais no guarda-roupas quiser outro. Ela corre para olhar, enquanto o Doutor pousa a TARDIS e ouve disparos de laser do lado de fora. Ele abre a porta quando uma segunda River entra e cai em seus braços.

### "Last Night"
Logo antes de tentar a ressuscitação boca a boca, o Doutor descobre que River está apenas prendendo a respiração e foi perseguida por Sontarans. Enquanto ele a repreende, ela percebe o vestido dourado e exige saber quem ele trouxe à bordo e sobe as escadas para encontrar a pessoa. Um instante depois, a primeira River retorna do guarda-roupas, exigindo saber com quem o Doutor estava falando e volta para o armário. A segunda River retorna, exigindo saber com quem o Doutor estava falando. Quando ele nega falar com alguém, ela retoma sua caçada e uma terceira River entra na TARDIS, usando o vestido dourado. Esta versão dela esperava encontrar o Doutor aqui, mas ao ver um vestido dourado idêntico pendurado no console, pergunta por que ele comprou outro. O Doutor pede que ela saia para verificar se a luz no topo da TARDIS está funcionando, enquanto a primeira River reaparece, certa de que ouviu vozes. O Doutor diz a ela que estava falando consigo mesmo e ela sai correndo novamente. A segunda River retorna à sala de controle, igualmente convencida de que ouviu-o falando com alguém. O Doutor bruscamente ativa o manipulador de vórtice dela para mandá-la de volta para a prisão. A terceira River entra novamente na TARDIS, seguida por uma segunda versão mais velha do Doutor, que a informa que ela está na TARDIS errada. Quando estes estão prestes a sair, ela diz ao Doutor mais jovem que eles estão indo ver as Torres Cantantes de Darillium. Os dois Doutores compartilham um breve e triste momento, sabendo que tal viagem seria possivelmente a última vez em que ele a veria antes de morrer na Biblioteca ("Forest of the Dead"). Enquanto o Doutor mais velho sai, a River mais jovem retorna e vê os dois Doutores juntos. Ela pergunta ao mais jovem sobre isso, mas ele se recusa a contar a ela, usando o bordão de River, "Spoilers", que brinca que seus segredos serão a morte dela.

### "Up All Night"
Ao contrário dos outros quatro episódios, "Up All Night" não se passa na sala de controle da TARDIS e não apresenta nem o Doutor nem Amy, Rory ou River. Servindo como uma prequência de "Closing Time" de Gareth Roberts, mostra a última noite passada por Craig Owens (James Corden) antes do Doutor lhe fazer uma visita. Craig enfrenta seus medos de ser pai e cuidar do jovem Alfie, enquanto Sophie Benson (Daisy Haggard) se prepara para sua viagem e as luzes piscam ameaçadoramente.

## Produção
Os dois primeiros episódios, "Good Night" e "Bad Night", foram filmados ao longo de dois dias junto com o especial de caridade da Comic Relief de 2011 "Space" e "Time", e continuam a narrativa de Amy tentando falar com o Doutor. Isso também se relaciona tematicamente com o que acontece com Amy durante a quinta temporada  e o que está acontecendo com ela na sexta.  Para "Good Night", dois "donos de peixinhos dourados" foram contratados para cuidar dos animais.

## Lançamento e recepção
Night and the Doctor foi lançado no conjunto completo de DVD e Blu-ray da sexta temporada na Região 2 em 21 de novembro de 2012 e na Região 1 em 22 de novembro. No total, eles têm cerca de quatorze minutos de duração; "Good Night" é o mais longo, com quase cinco minutos, e "Up All Night" é o mais curto, com dois minutos.
Ian Berriman, da SFX Magazine, chamou os episódios de o "bônus mais emocionante". Ele se referiu a "Bad Night" como sendo uma "passagem inconsequente, mas muito divertida", e disse que "Good Night" era seu favorito. No entanto, Berriman escreveu que "Up All Night" era "inútil" depois de assistir "Closing Time". Charlie Jane Anders, do io9, achou que os mini-episódios incorporavam "por que amamos o diálogo inteligente de Steven Moffat e a narrativa rápida". Anders também escreveu que "Good Night" adicionou "algum desenvolvimento de personagem muito necessário para Amy" e que "First Night"/"Last Night" teve "alguns momentos absolutamente adoráveis de River Song". John Sinnott, do DVD Talk, nomeou Night and the Doctor como seu extra favorito nos DVDs, descrevendo-os como "inteligentes e engraçados e uma adição muito bem-vinda ao conjunto". Teresa Jusino do Tor.com descreveu-os como "uma bela adição ao cânone de Doctor Who" porque eles retiraram as aventuras típicas para mostrar que o programa era "um belo show sobre pessoas e ideias". Ela chamou "Bad Night" de "mais engraçado" e "Good Night" de "melhor". O crítico da IGN Arnold T Blumburg chamou "Bad Night" de "frívola fofa" e "Up All Night" de "prequela fofa". Ele achou que "Good Night" e "First Night"/"Last Night" tinham mais emoção e "mais informação e lógica do que qualquer um dos episódios exibidos", embora ele tenha notado que o último tinha "uma quantidade desproporcionalmente grande, embora previsível, de insinuações sexuais juvenis".